# Rubén Agüero
Rubén José Agüero (Luján de Cuyo, 20 febbraio 1960) è un ex calciatore argentino, di ruolo difensore.

## Carriera
Giocò sempre in patria, dal 1981 al 1991, e visse il suo periodo migliore con l'Estudiantes, con cui prese parte a più di 200 partite, segnò più di 10 gol e vinse un campionato argentino nel 1983. L'unica esperienza straniera fu nel 1992, in Ecuador.